# Сан Лукас (Калифорнија)
Сан Лукас (енгл. San Lucas) насељено је место без административног статуса у америчкој савезној држави Калифорнија.

## Демографија
По попису из 2010. године број становника је 269, што је 150 (-35,8%) становника мање него 2000. године.
| Група             | 2000.       | 2010.       |
| Белци             | 47 (11,2%)  | 24 (8,9%)   |
| Афроамериканци    | 1 (0,2%)    | 0 (0,0%)    |
| Азијати           | 7 (1,7%)    | 6 (2,2%)    |
| Хиспаноамериканци | 361 (86,2%) | 224 (83,3%) |
| Укупно            | 419         | 269         |